# La maison jaune
La maison jaune è un film del 2007 diretto da Amor Hakkar.
È il primo lungometraggio prodotto in tashawit, lingua berbera dell'Aurès. Il soggetto del film è stato ispirato al suo realizzatore da un'esperienza vissuta: il rimpatrio della salma del padre, morto in Francia, fino al villaggio natale, tra i monti dell'Aurès in Algeria: un'esperienza in cui le emozioni personali hanno dovuto fare i conti con una burocrazia cieca e spesso crudele.
Il film affronta temi molto profondi senza cedimenti alla retorica, e lasciando che siano le immagini, più dei dialoghi, a descrivere le emozioni. Per queste sue qualità, ha ricevuto numerosi premi internazionali, tra cui quello del festival di Locarno 2007, e quello del Cinema africano di Milano nel 2008.

## Trama
Il film racconta come la tranquilla vita di un angolo di montagna dell'Aurès venga sconvolta dalla notizia della morte di un giovane, ucciso mentre prestava servizio come gendarme.
Il padre, Mouloud, si incarica di andare a riprendere il corpo del figlio, con il suo triciclo a motore. Il viaggio, già doloroso di per sé, diventa ancora più straziante per via di mille intoppi, dai guasti meccanici alle estenuanti procedure burocratiche, che ostacolano il gesto di umana pietà per le spoglie del figlio. E, dopo il ritorno al paese, ci sarà da fare i conti con la tristezza inconsolabile della moglie, Fatima.
Con l'aiuto della figlioletta, Aya, Mouloud cerca di ridare un senso alla vita della famiglia. Tra le iniziative per cercare di alleviare le sofferenze della moglie, vi è quella di ridipingere la casa di un vivace colore giallo.

## Riconoscimenti
- 2007 - Locarno Festival
  - Premio Federazione internazionale dei cineclub
  - Premio della giuria ecumenica
  - Terzo premio della giuria dei giovani
- 2007 - Festival International du Cinéma Méditerranéen de Montpellier
  - Premio del sostegno tecnico
- 2007 - Mostra de Valencia - Cinema del mediterraneo
  - Palma d'oro
- 2008 - Festival del cinema africano, d'Asia e America Latina di Milano
  - Miglior film africano
- 2008 - Festival di cinema africano di Verona
  - Premio del pubblico